# Ulysse Mérou
Ulysse Mérou este personajul principal al romanului Planeta maimuțelor (Pierre Boulle, 1963). De profesie este jurnalist. Ulysse Mérou a participat la expediția spre Betelgeuse.
Acesta reușește să scape în cele din urmă, fiind ajutat de Zira și de logodnica sa.